# Pseudococcus tirolensis
Pseudococcus tirolensis är en insektsart som beskrevs av Dingler 1924. Pseudococcus tirolensis ingår i släktet Pseudococcus och familjen ullsköldlöss.
Artens utbredningsområde är Österrike. Inga underarter finns listade i Catalogue of Life.